# NGC 7773
NGC 7773 je spirální galaxie s příčkou v souhvězdí Pegas. Její zdánlivá jasnost je 13,5m a úhlová velikost 1,2′ × 1,2′. Je vzdálená 388 milionů světelných let, průměr má 135 000 světelných let. Galaxii objevil 9. října 1790 William Herschel.